# Machthebbers in 89 v.Chr.
In 89 v.Chr. waren onderstaande personen in machtsposities.

## Europa
| Land | Positie          | Dynastie            | Machthebber             | Tijdvak   |
| ---- | ---------------- | ------------------- | ----------------------- | --------- |
| Rome | Consul           |                     | Gnaius Pompeius Strabo  | 89 v.Chr. |
| Rome | Consul           | Lucius Porcius Cato | 89 v.Chr.               |           |
| Rome | Pontifex maximus | Mucia               | Quintus Mucius Scaevola | 89 v.Chr. |

## Midden-Oosten
| Land              | Positie                      | Dynastie   | Machthebber              | Tijdvak                        |
| ----------------- | ---------------------------- | ---------- | ------------------------ | ------------------------------ |
| Egypte            | Koning van Egypte            | Ptolemaeën | Ptolemaeus X Alexander I | 107 v.Chr.-88 v.Chr.           |
| Nabatea           | Koning van de Nabateeërs     |            | Obodas I                 | 96 v.Chr. - 85 v.Chr.          |
| Israël            | Koning en hogepriester       | Hasmoneeën | Alexander Janneüs        | 103 v.Chr. - 76 v.Chr.         |
| Koninkrijk Pontus | Koning van Pontus            |            | Mithridates VI           | 113 v.Chr. - 63 v.Chr.         |
| Armenië           | Koning van Armenië           | Artaxiaden | Tigranes II              | 95 v.Chr. - 55 v.Chr.          |
| Kaukasisch Iberië | Koning van Kaukasisch Iberië | Artaxiaden | Arshak I                 | 93 v.Chr. - 78 v.Chr.          |
| Bithynië          | Koning van Bithynië          |            | Nicomedes IV             | ca. 94 v.Chr. tot 75/74 v.Chr. |
| Cappadocia        | Romeins vazalkoning          |            | Ariobarzanes I           | 95 v.Chr. - 63 of 62 v.Chr.    |
| Parthische Rijk   | Koning van Parthië           | Arsaciden  | Mithridates II           | 124 v.Chr. - 88 v.Chr.         |
| Seleucidenrijk    | Koning van Seleucië          | Seleuciden | Philippus I Philadelphus | ca.95 - 83/82 v.Chr.           |
| Seleucidenrijk    | Koning van Seleucië          | Seleuciden | Antiochus X Eusebes      | 95 - 88 v.Chr.                 |
| Seleucidenrijk    | Koning van Seleucië          | Seleuciden | Demetrius III Eucaerus   | 97 v.Chr. - na 88/87 v.Chr.    |
| Commagene         | Koning                       | Orontiden  | Mithridates I            | 106 v.Chr. - 70 v.Chr.         |

## Noord-Afrika
| Land       | Positie | Dynastie | Machthebber | Tijdvak                |
| ---------- | ------- | -------- | ----------- | ---------------------- |
| Mauretania | Koning  |          | Bocchus I   | 111 v.Chr. - 80 v.Chr. |
| Numidië    | Koning  |          | Gauda       | 106 v.Chr. - 88 v.Chr. |

## Azië
| Land         | Positie                         | Dynastie        | Machthebber        | Tijdvak                                        |
| ------------ | ------------------------------- | --------------- | ------------------ | ---------------------------------------------- |
| Paropamisade | Grieks-Indisch koning           | Eucratiden      | Hermaeus Soter     | ca.90 v.Chr. - 70 v.Chr.                       |
| Ceylon       | Koning                          | Pancha Dravida  | Dathika            | 90 v.Chr. - 89 v.Chr.                          |
| Ceylon       | Koning                          | te Anuradhapura | Vattagamani Abhaya | 104 v.Chr. - 103 v.Chr., 89 v.Chr. - 76 v.Chr. |
| China        | Keizer van China                | Han-dynastie    | Han Wudi           | 140 v.Chr.- 87 v.Chr.                          |
| Japan        | Keizer van Japan (legendarisch) |                 | Keizer Sujin       | 97 v.Chr.-30 v.Chr.                            |
| Korea        | Koning van Bukbuyeo             |                 | Godumak            | 108 v.Chr.– 60 v.Chr.                          |
| Korea        | Koning van Buyeo                |                 | Gouru              | 121 v.Chr.– 86 v.Chr.                          |